# Le Mariage du siècle
Pour plus de détails, voir Fiche technique et Distribution.
Le Mariage du siècle est une comédie romantique française réalisée par Philippe Galland, sortie en 1985.

## Synopsis
La princesse Charlotte, héritière d'un petit royaume d'opérette, est de passage à Paris avec son royal père et toute la suite de ce dernier. Dans la capitale, ils donnent un dîner prestigieux, à la veille du mariage de Charlotte et du grand-duc Guillaume de Spartz-Hohenburg. Lors de cette soirée, Charlotte est remarquée par Paul, un play-boy noceur. À la suite d'un pari avec sa bande de copains, il use de son charme et attire la princesse jusque dans son lit. Alors que cela ne devait être qu'une passade, Paul tombe amoureux de la princesse, et dévoile malgré lui les photos du scandale dans la presse afin de régler une importante dette de jeu.

## Fiche technique
- Titre : Le Mariage du siècle
- Réalisation : Philippe Galland, assisté de Stéphane Clavier
- Scénario : Anémone, Philippe Galland et Jean-Luc Voulfow
- Scripte : Sophie Thévenet-Becker
- Directeurs de la photographie : Eduardo Serra et Gérard Sterin
- Musique : Jean Morlier (édition PEMA MUSIC/HORTENSIA)
- Chorégraphe : Véronique Malbequi
- Ingénieur du son : Michel Laurent
- Perchman : Michel Mellier
- Montage :  Martine Barraqué
- Costumières : Sophie Breton, Framboise Maréchal
- Décors :  Tivadar Bertalan et Renaud Colas
- Chef accessoiriste : Eric Bonnay
- Directrice de casting : Françoise Ménidrey
- Cascades : Patrick Cauderlier et Daniel Vérité
- Producteur : Yves Rousset-Rouard
- Directeur de production : Philippe Schwartz
- Société de production : Films A2, Les Films Christian Fechner, Trinacra Films
- Pays d'origine :  France
- Genre : comédie romantique
- Durée : 100 minutes
- Année de production : 1985
- Lieux de tournage :
  - en France : Avenue des Champs-Elysées, Place Charles-de-Gaulle, Pont de Bir-Hakeim, Tour Eiffel, Arc de Triomphe, sur la route entre Livilliers et Vallangoujard
  - en Autriche : Palais de Schönbrunn
  - en Hongrie : au Palais Esterhazy, à la Cathédrale de Vác
- Date de sortie : 9 octobre 1985 en France

## Distribution
- Thierry Lhermitte : Paul
- Anémone : Princesse Charlotte
- Michel Aumont : Le roi
- Jean-Claude Brialy : Kaffenberg
- Dominique Lavanant : Adrienne de la Roussette, l'attachée de presse
- Martin Lamotte : Guillaume
- Michèle Moretti : Alexandra
- Gisèle Grimm : Mortimer
- Jean Turlier : Le premier ministre
- Frédéric Cerdal : Jeff
- Pierre Frag : L'aide de camp
- Attila Nagy : L'archevêque
- Philippe Bruneau : Jonathan
- Gábor Kiss : Le maître d'hôtel
- Abbes Zahmani : Le spécialiste ordinateur
- Stéphane Clavier : Le barman
- Marc Berman : Un joueur
- Michel Berto : Un joueur
- Nadia Barentin : La dame du vestiaire
- Christian Pereira : Éric
- Léon Zitrone : La voix du commentateur
- Vincent Solignac : Maxime
- Riton Liebman : Pat
- Katrine Boorman : Clarisse
- Véronique Barrault (sous le pseudonyme de "Coquillette") : L'habilleuse
- Eva Harling : Babou
- Yolanda Jilot : Lucile
- Renaud Bossert : Un ami
- Caroline Verne : Une amie

## Thématiques
Le film se veut une satire des monarchies contemporaines et des têtes couronnées. Le titre vient du surnom régulièrement donné au mariage britannique du prince Charles et de la princesse Diana en 1981.